# Khaled Mohssen
Khaled Mohssen (arabisch خالد محسن, DMG Ḫālid Muḥsin; * 10. Januar 1998 in Hamburg) ist ein libanesisch-deutscher Fußballspieler.

## Karriere

### Im Verein
Der gebürtige Hamburger begann im Stadtteil Wilhelmsburg bei Einigkeit Wilhelmsburg mit dem Fußballspielen, ehe er zur Saison 2009/10 im Alter von 11 Jahren in das Nachwuchsleistungszentrum des Hamburger SV wechselte. Dort durchlief Mohssen fortan alle Nachwuchsmannschaften und spielte in der Saison 2013/14, in der er der B2-Junioren (U16) angehörte, bereits einmal mit den B1-Junioren (U17) in der B-Junioren-Bundesliga. Zur Saison 2014/15 rückte Mohssen schließlich fest in die U17 auf, kam aber in der Schlussphase der Saison bereits einmal für die A-Junioren (U19) in der A-Junioren-Bundesliga zum Einsatz. Die Spielzeiten 2015/16 und 2016/17 verbrachte der Mittelfeldspieler anschließend bei der U19.
Nachdem der 19-Jährige die Junioren durchlaufen hatte, schaffte er nicht den Sprung in den Profikader, sondern wurde zur Saison 2017/18 in die zweite Mannschaft aufgenommen, mit der er in der viertklassigen Regionalliga Nord spielte. Mohssen absolvierte unter Christian Titz und – nachdem Titz im März 2018 die Profis übernommen hatte – dessen Nachfolger Steffen Weiß 7 Regionalligaspiele (einmal von Beginn). In der Länderspielpause im Oktober 2017 kam er unter dem Cheftrainer Markus Gisdol in einem Testspiel der Bundesligamannschaft zum Einsatz. In der Saison 2018/19 kam der Mittelfeldspieler unter Weiß häufiger zum Einsatz und absolvierte 25 Spiele (11-mal von Beginn), in denen er 2 Tore erzielt wurde. Auch in dieser Saison durfte er kurzzeitig mit den Profis, die in die 2. Bundesliga abgestiegen waren, trainieren. Dieses Mal unter Hannes Wolf während der Länderspielpause im März 2019. In der Saison 2019/20 war Mohssen Stammspieler. Er kam in 20 Regionalligaspielen (16-mal von Beginn) zum Einsatz, in denen er 3 Tore erzielte, ehe die Spielzeit im März 2020 aufgrund der COVID-19-Pandemie nach 22 Spielen abgebrochen wurde. Anschließend verließ er den HSV mit seinem Vertragsende.
Ende September 2020 wechselte der 22-Jährige nach knapp dreimonatiger Vereinslosigkeit innerhalb der Regionalliga Nord zum Aufsteiger 1. FC Phönix Lübeck. Da die Regionalliga Nord aufgrund der Corona-Pandemie ab November 2020 nicht mehr fortgeführt wurde, konnte Mohssen in der Saison 2020/21 nur ein Spiel absolvieren. Auch für die in der siebtklassigen Verbandsliga spielende Reservemannschaft bestritt er eine Partie. Anschließend verließ er den Verein mit seinem Vertragsende. Ende November 2021 schloss sich Mohssen nach fast fünfmonatiger Vereinslosigkeit dem libanesischen Erstligisten und Rekordmeister al-Ansar aus der Hauptstadt Beirut an. Dort bestritt er in den folgenden zwei Spielzeiten zehn Ligaeinsätze sowie eine Partie im AFC Cup gegen den Al-Seeb Club (0:4) aus dem Oman. Seit dem 1. August 2023 ist Mohssem wieder vereinslos.

### In der Nationalmannschaft
Mohssen debütierte am 12. November 2020 in der libanesischen A-Nationalmannschaft, als er bei einer 1:3-Testspielniederlage gegen Bahrain in Dubai kurz vor Spielende in der 86. Minute eingewechselt wurde.